# HD 221420
HD 221420，又名CP-78 1473，SAO 258154、HR 8935，是一颗恒星，视星等为5.81，位于銀經308.32，銀緯-38.91，其B1900.0坐标为赤經23h 26m 52.2s，赤緯-77° -38.91′ 15″。